# Jacobus van Koningsveld
Jacobus van Koningsveld (Deventer, 4 maart 1824 - Den Haag, 30 juli 1866) was een Nederlandse kunstschilder en fotograaf.

## Leven en werk
Van Koningsveld was een zoon van Gerrit Jan van Koningsveld, postmeester van de paardenposterij, en Berendje van Velde. Hij studeerde bij Jan Adam Kruseman aan de Koninklijke Academie van beeldende kunsten in Amsterdam (1840-1845) en trok vervolgens met Jozef Israëls naar Parijs. Zij werkten samen aan een aantal schilderijen en schreven zich in 1847 beide in voor de Prix de Rome. In 1848 keerde hij terug naar Nederland, waar hij zich vestigde in Amsterdam. Hij trouwde er twee jaar later met de Française Lucie Blachet (1828-1907). 

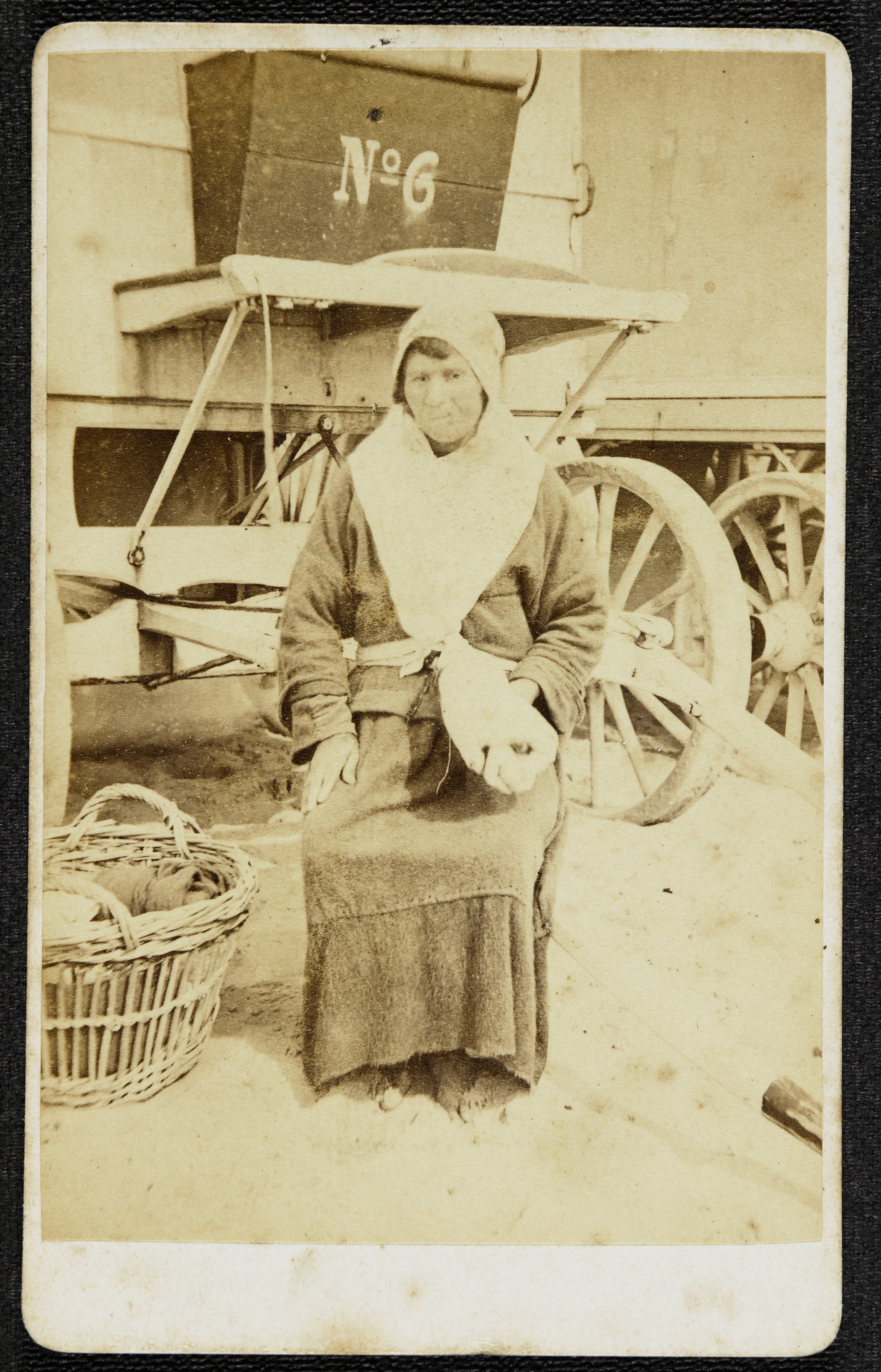
Souvenir de Schéveningue

Van Koningsveld verhuisde naar Den Haag, waar hij in 1859 het Photographisch Atelier van Löwenstam & van Koningsveld opende. Hij was na Maurits Verveer de tweede schilder in Den Haag die koos voor de fotografie. Binnen twee jaar vertrok zijn compagnon Van Löwenstam. Vanaf 1864 werkte Van Koningsveld tijdens het badseizoen in Scheveningen. Hij maakte er foto's van het strand en visserij en verkocht die als ‘Souvenir de Schéveningue’. Hij was daarmee een van de eersten die zich toelegden op genrefotografie. Aanvankelijk bleef Van Koningsveld ook schilderen, maar na 1861 nam hij niet meer deel aan de Tentoonstellingen van Levende Meesters en wijdde hij zich volledig aan de fotografie.
Van Koningsveld was lid van de Pulchri Studio en vanaf 1865 van de Haagse afdeling van de Maatschappij tot Nut van 't Algemeen. Hij overleed in 1866, op 42-jarige leeftijd. Zijn weduwe zette na zijn overlijden de zaak voort.

## Werk in openbare collecties (selectie)
- Rijksmuseum Amsterdam[5]